# Hydroeciodes pexinella
Hydroeciodes pexinella är en fjärilsart som beskrevs av Dyar 1916. Hydroeciodes pexinella ingår i släktet Hydroeciodes och familjen nattflyn. Inga underarter finns listade i Catalogue of Life.